# Долина Славы (Мурманская область)
Долина Славы — мемориал на правом берегу реки Западная Лица в её нижнем течении. На 74—75 км автодороги А138 Мурманск — Печенга (маршрут E 105 Киркенес — Ялта). Здесь шли ожесточённые бои на главном участке фронта в Мурманской операции 1941 года.
Немецкие войска к утру 2 июля 1941 года подошли к реке, а утром 6 июля, имея превосходство в живой силе и технике, форсировали её. Но им удалось вклиниться в расположение советских войск лишь на 2—3 километра, после чего последовала контратака 52-й стрелковой дивизии под командованием полковника Г. А. Вещезерского. Не удалась и попытка прорыва к Мурманску, начатая 8 сентября 1941 года. Итог боёв в Долине Славы — провал наступления немецких войск на Мурманск.
В Долине Славы установлен Мемориал защитникам Советского Заполярья. Возле мемориала проходят праздничные и торжественные мероприятия военнослужащих Северного флота и жителей Мурманской области.
Всего в земле кладбища мемориала лежит 7 тысяч человек. Захоронение найденных 18 поисковыми отрядами Мурманской области останков советских воинов на кладбище мемориала продолжается до сих пор. В 2018 году захоронены останки ещё 72 красноармейцев. Летом 2018 г. многие надгробья исчезли. Однако вопреки подобным утверждениям, мемориальный комплекс продолжает действовать: так, 24 октября 2020 года с участием большого количества официальных лиц и представителей общественности, там были торжественно захоронены останки ещё 91 защитников Заполярья, найденные за последнее время поисковыми отрядами в Мурманской области.
Ранее называлась Долина Смерти.
В 2018-м году официально переименована в «Памятник Павшим».